# Tilaurakot
Tilaurakot  là một ngôi làng nằm gần biên giới Ấn Độ, thuộc huyện Kapilvastu, phía Nam Nepal. Vào thời điểm Cuộc điều tra dân số năm 1991 của Nepal, ngôi làng này có dân số 5.684 trong 944 hộ gia đình. Ngôi làng này nổi tiếng vì được xác định là một Thánh địa Phật giáo, tọa lạc của ngôi thành Ca-tỳ-la-vệ cổ đại, được các kinh điển Phật giáo công nhận là quê hương của Phật Thích-ca, nơi ông đã sống 29 năm trong cuộc đời mình trước khi xuất gia.

## Vị trí của thành Ca-tỳ-la-vệ cổ đại?
Những cuộc tìm kiếm vị trí của thành Ca-tỳ-la-vệ cổ đại vào thế kỷ XIX dựa trên các ghi chép của hai nhà sư Trung Quốc là Pháp Hiển và Huyền Trang khi 2 ông đến nơi này hành hương vào thế kỷ thứ V và thế kỷ thứ VII. So sự mô tả khác nhau về khoảng cách của 2 nhà sư Trung Quốc dẫn đến có 2 quan điểm chính khác biệt về vị trí được xác định là thành Ca-tỳ-la-vệ cổ đại. Hiện tại, nhiều học giả Phật giáo công nhận vị trí thành Ca-tỳ-la-vệ nằm tại ngôi làng Tilaurakot., cách 16 km so với ngôi làng Piprahwa, thuộc huyện Siddharth Nagar, bang Uttar Pradesh, nơi mà phía Ấn Độ xác quyết đấy mới chính là vị trí của thành Ca-tỳ-la-vệ cổ đại.

## Hình ảnh

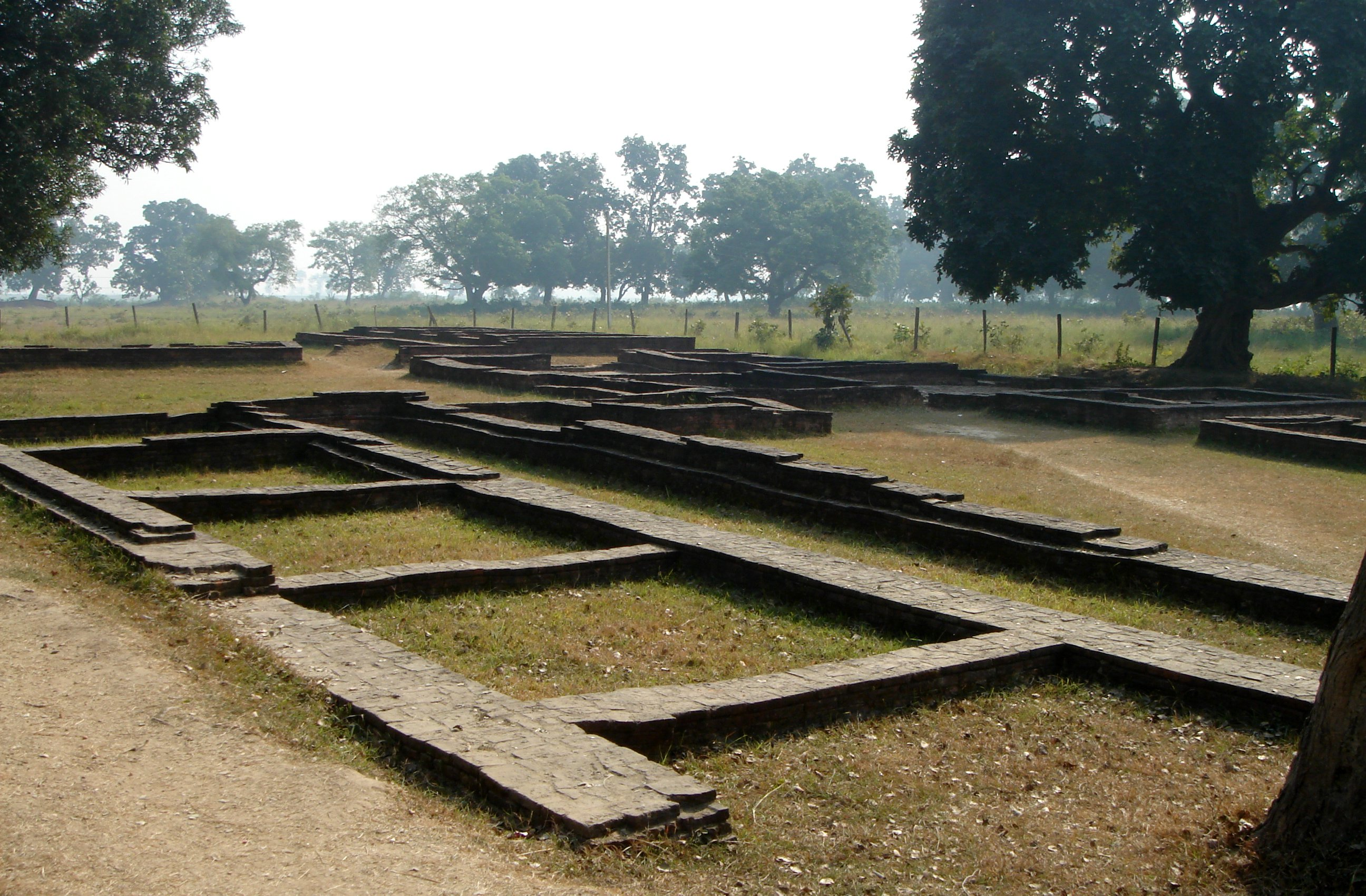
Di tích được cho là nền của vương cung Ca-tỳ-la-vệ, nơi Thái tử Tất-đạt-đa trải qua 29 năm đầu cuộc đời ở đây.
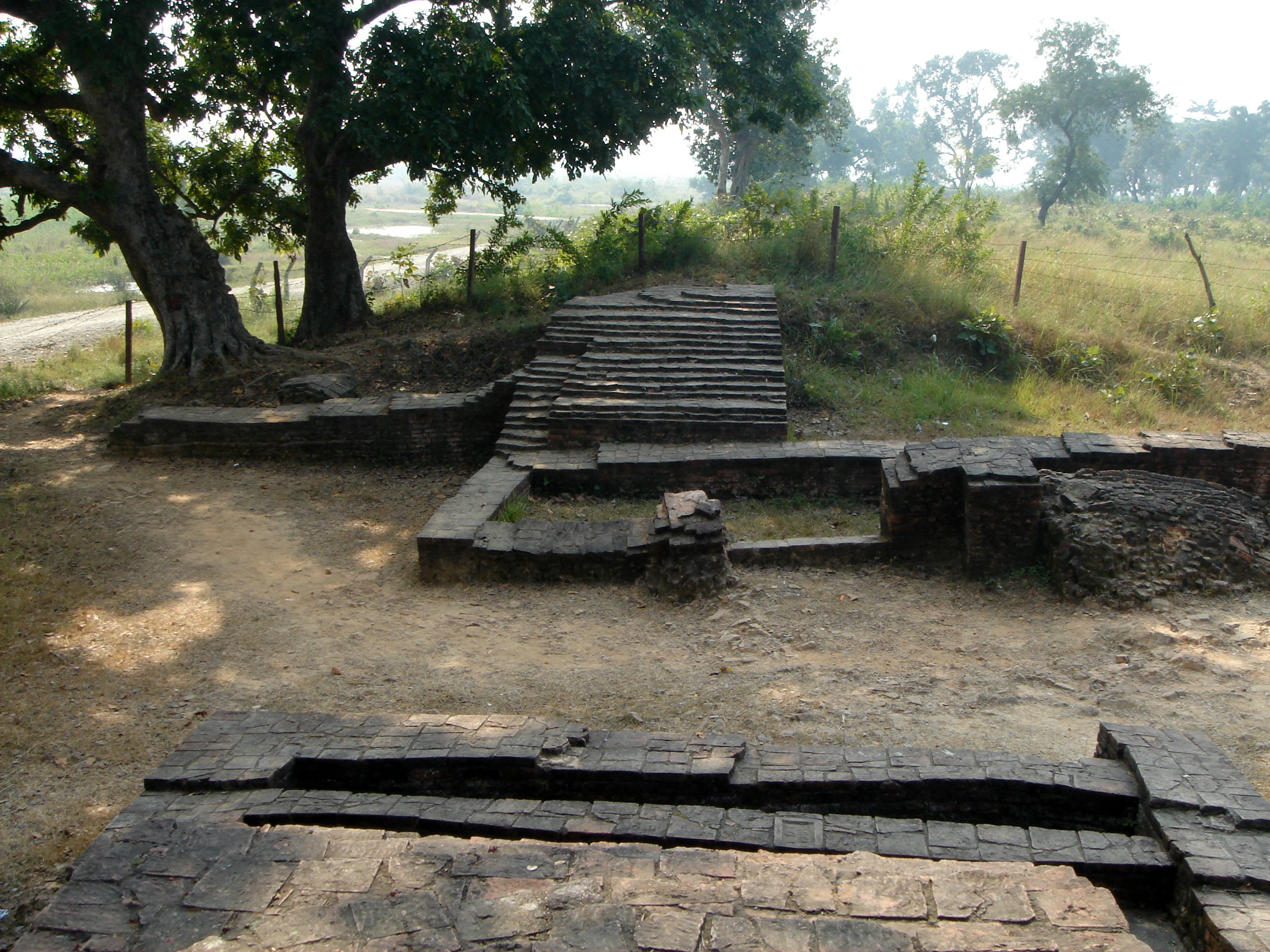
Di tích được cho là nền cổng phía Đông của vương thành Ca-tỳ-la-vệ, nơi Thái tử Tất-đạt-đa đi qua đây để bắt đầu cuộc sống tu hành, trở thành người giác ngộ.
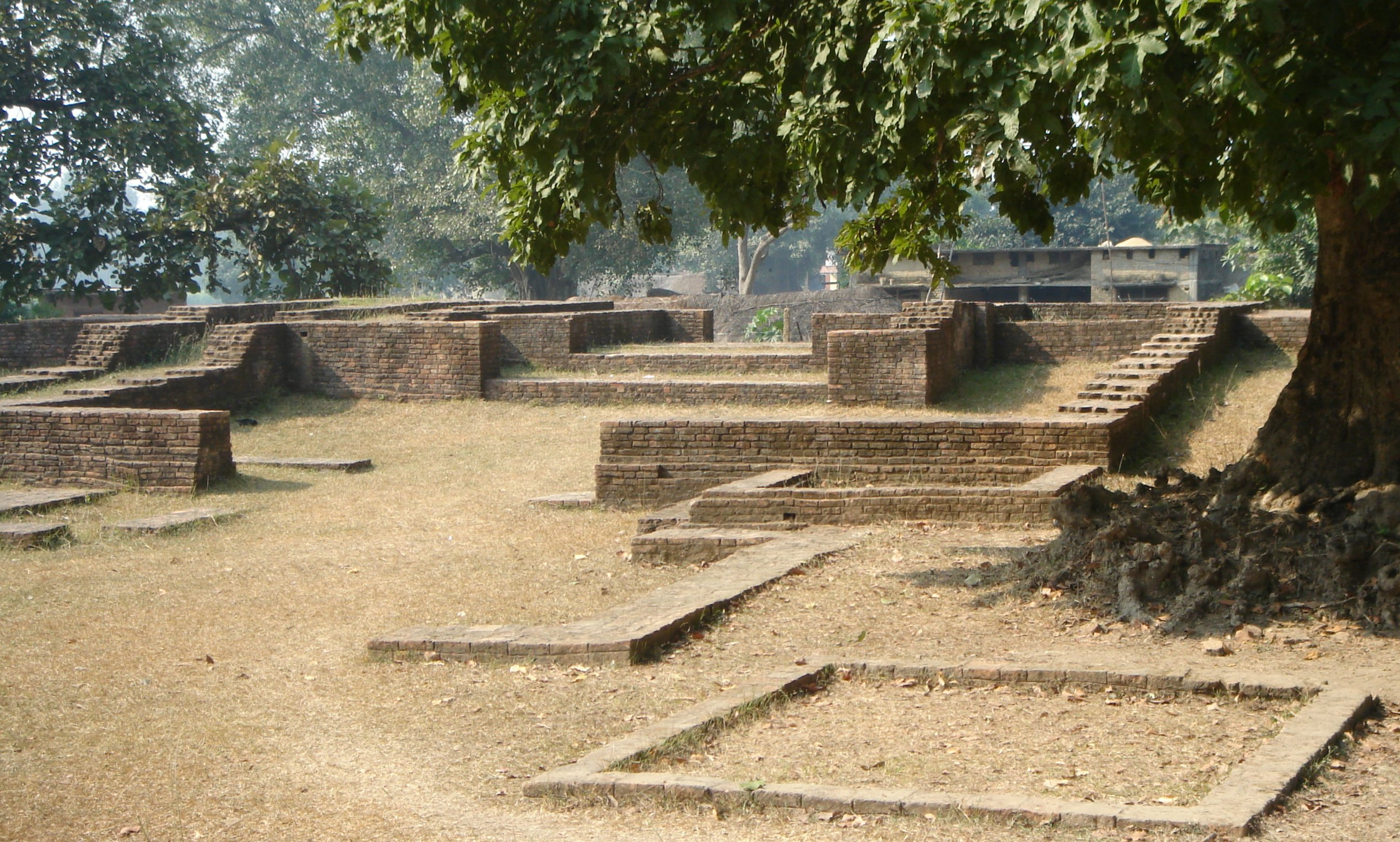
Di tích được cho là nền cổng phía Tây của vương thành Ca-tỳ-la-vệ.